# 下小松古墳群
下小松古墳群（しもこまつこふんぐん）は、山形県東置賜郡川西町にある古墳群。

## 概要
下小松地区の丘陵上に所在する。北から陣が峰・永松寺・薬師沢・鷹待場・小森山・尼が沢の6支群に分けられ、古墳の総数は202基に及ぶ。この中には21基の前方後円（方）墳が含まれており、山形県内の半数以上の前方後円墳が集中している。薬師沢・鷹待場・小森山の3支群179基は2000年に国の史跡に指定された。
下小松古墳群の築造は、4世紀前半以来散発的に継続し、5世紀後半から6世紀にかけて広がりを見せ最盛期を迎える。その密度において置賜盆地に点在する古墳群の中核をなし、古墳時代を通じて東北経営のあり方を示す重要な古墳群である。